# Lapotince
Lapotince (em cirílico: Лапотинце) é uma vila da Sérvia localizada no município de Bojnik, pertencente ao distrito de Jablanica, na região de Pusta Reka. A sua população era de 535 habitantes segundo o censo de 2002.

## Demografia
| 1948  | 1953  | 1961 | 1971 | 1981 | 1991 | 2002 | 2011 |
| ----- | ----- | ---- | ---- | ---- | ---- | ---- | ---- |
| 1 182 | 1 154 | 946  | 845  | 732  | 690  | 647  | 535  |